# Joseph Kergoff

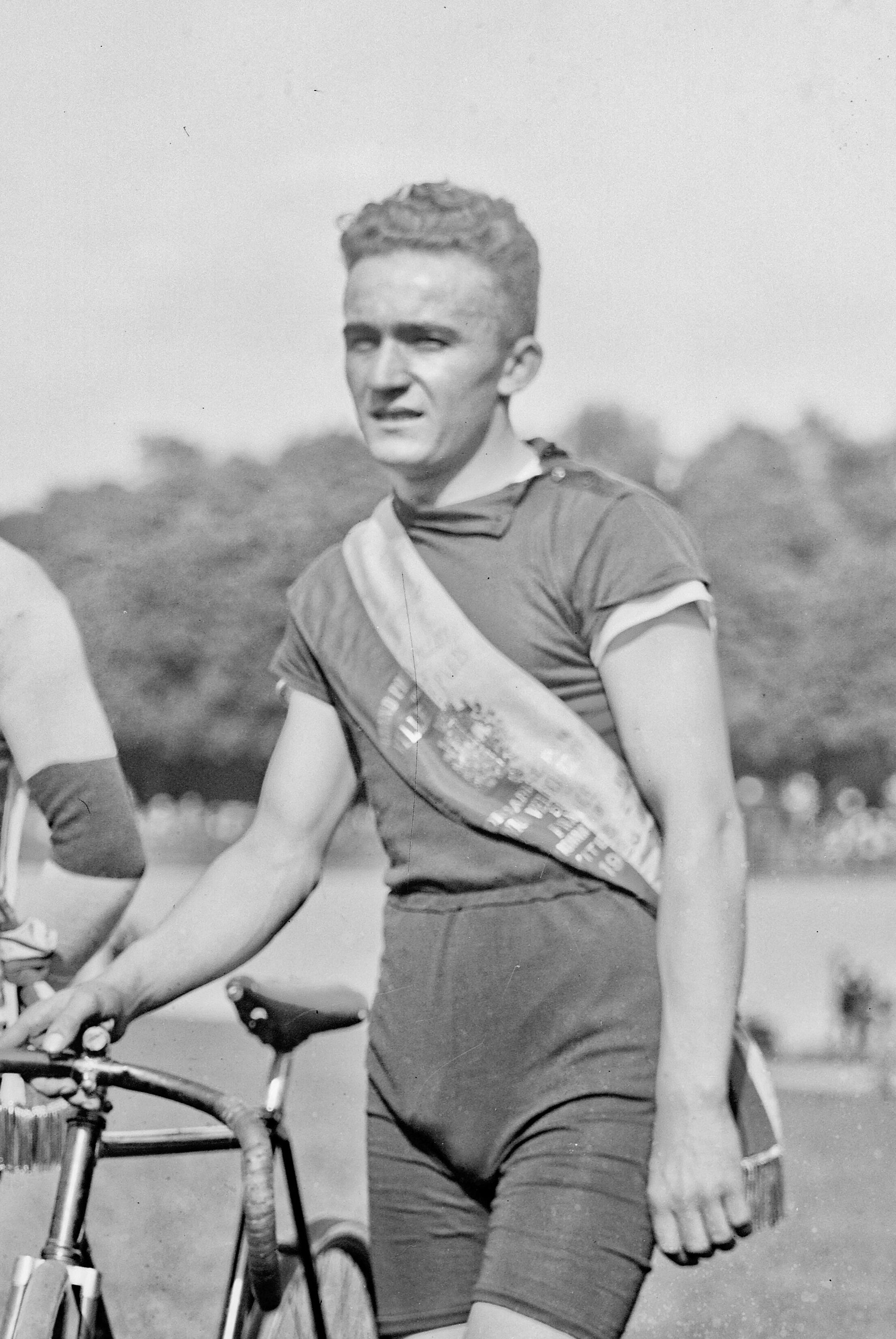
Joseph Kergoff, champion de France militaire de vitesse 1928

Joseph Marie "Jo" Kergoff, né le 21 mars 1906 à Naizin (Morbihan) et mort le 12 avril 1985 au même endroit,, est un coureur cycliste français, spécialiste de la piste, six fois champion du Morbihan, trois fois champion de Bretagne, cinq fois champion de France — vitesse militaire 1927 et 1928, amateurs et indépendants 1929, aspirants 1932 et 1934.

## Biographie
Il débute à quatorze ans dans un pardon. En 1924, membre du Vélo Club Pontivyen, il fait de la route et du cross cyclo-pédestre. II a même à son actif un championnat sur route de 100 kilomètres.
En 1925, il fait partie de l'équipe régionale Dilecta-Wolber.
En 1928, soldat au 29e régiment de dragons, il remporte le championnat de France militaire de vitesse. Peu après, au cours d'une course cycliste, il est renversé par un autre coureur arrivant à vive allure. Il est blessé assez grièvement à la tête, aux genoux, aux épaules et a un poignet cassé,.
En 1929, il remporte le Prix Alfred Riguelle devant Roger Beaufrand, puis remporte le championnat de France de vitesse des amateurs et indépendants. En 1930, il gagne le Grand Prix de Rennes devant Orlando Piani et Jacques Arlet, deux as internationaux.
En 1932, il court sous les couleurs du VCL. Il court des américaines avec Jean Briens. Il est champion de France de vitesse des aspirants.
En 1934, il est de nouveau  champion de France de vitesse des aspirants. Il court en américaine et tandem avec Francis Faure,,
Au cours de l’année 1936, Jo Kergoff devient l’équipier de Paul Le Drogo en américaine. Au Grand Prix de Paris 1936, à la surprise générale, il bat le champion allemand Albert Richter
Après la fin de sa carrière de coureur, il devient directeur sportif du Vélo Club Pontivyen,.

## Palmarès

### Championnat de France
- Champion de France militaire de vitesse : 1927 et 1928[6]
- Champion de France de vitesse des amateurs et indépendants : 1929[10],[20]
- Champion de France de vitesse des aspirants : 1932[21], 1934[22],[23],[24].

### Championnats régionaux
- Champion de Bretagne (3 fois) : 1927, 1928 et 1929[25],[26]
- Champion de vitesse du Morbihan (6 fois) : 1926, 1927[27], 1928, 1929[26]
- Champion du Morbihan de cross cyclo-pédestre : 1926[26]
- Champion du Morbihan de demi-fond : 1926[26]

### Grands Prix
- Prix Alfred Riguelle amateurs et indépendants: 1929[9],[26]
- Grand Prix de Pâques à Brest 1929[28]
- 3e au Grand Prix de Paris amateur : 1929
- Grand Prix de Rennes : 1930[11]
- Grand Prix de Brest 1930[29]
- Grand Prix de Paris tandem : 1931